# Сукігара Масахіро
Масахіро Сукігара (яп. 鋤柄 昌宏, нар. 2 квітня 1966, Токіо) — японський футболіст, що грав на позиції нападника.
Виступав, зокрема, за клуби «Верді Кавасакі», «кальчіо Фуусіма» та «кальчіо Примеїро».

## Ігрова кар'єра
У дорослому футболі дебютував 1989 року виступами за команду клубу «Верді Кавасакі», в якій провів п'ять сезонів, взявши участь лише у 9 матчах чемпіонату.
Протягом 1994 року захищав кольори команди «Урава Ред Даймондс», а з наступного року став грати за «Фукусіму», де провів ще три сезони своєї ігрової кар'єри. Більшість часу, проведеного у складі команди, був основним гравцем атакувальної ланки.
1998 року перейшов до клубу «Прімеіро», де і завершив професійну кар'єру футболіста.

## Виступи за збірну
У складі збірної був учасником кубка Азії з футболу 1988 року у Катарі.

## Статистика
| Чемпіонат | Чемпіонат            | Чемпіонат | Ліга | Ліга | Кубок            | Кубок            | Кубок ліги      | Кубок ліги      | Всього | Всього |
| Сезон     | Клуб                 | Ліга      | Ігри | Голи | Ігри             | Голи             | Ігри            | Голи            | Ігри   | Голи   |
| Японія    | Японія               | Японія    | Ліга | Ліга | Кубок Імператора | Кубок Імператора | Кубок Джей-ліги | Кубок Джей-ліги | Всього | Всього |
| --------- | -------------------- | --------- | ---- | ---- | ---------------- | ---------------- | --------------- | --------------- | ------ | ------ |
| 1989/90   | «Йоміурі»            | ЯФЛ 1     | 7    | 0    | 3                | 1                | 0               | 0               | 10     | 1      |
| 1990/91   | «Йоміурі»            | ЯФЛ 1     | 0    | 0    | 0                | 0                | 1               | 0               | 1      | 0      |
| 1991/92   | «Йоміурі»            | ЯФЛ 1     | 2    | 0    | 0                | 0                | 0               | 0               | 2      | 0      |
| 1992      | «Верді Кавасакі»     | Джей-ліга | -    | -    | 0                | 0                | 1               | 0               | 1      | 0      |
| 1993      | «Верді Кавасакі»     | Джей-ліга | 0    | 0    | 0                | 0                | 3               | 0               | 3      | 0      |
| 1994      | «Урава Ред Даймондс» | Джей-ліга | 1    | 0    | 0                | 0                | 0               | 0               | 1      | 0      |
| 1995      | «Фукусіма»           | ЯФЛ       | 18   | 0    | -                | -                | -               | -               | 18     | 0      |
| 1996      | «Фукусіма»           | ЯФЛ       | 17   | 5    | 3                | 0                | -               | -               | 20     | 5      |
| 1997      | «Фукусіма»           | ЯФЛ       | 22   | 7    | 3                | 1                | -               | -               | 25     | 8      |
| Країна    | Японія               | Японія    | 67   | 12   | 9                | 2                | 5               | 0               | 81     | 14     |
| Всього    | Всього               | Всього    | 67   | 12   | 9                | 2                | 5               | 0               | 81     | 14     |